# Suffolk University

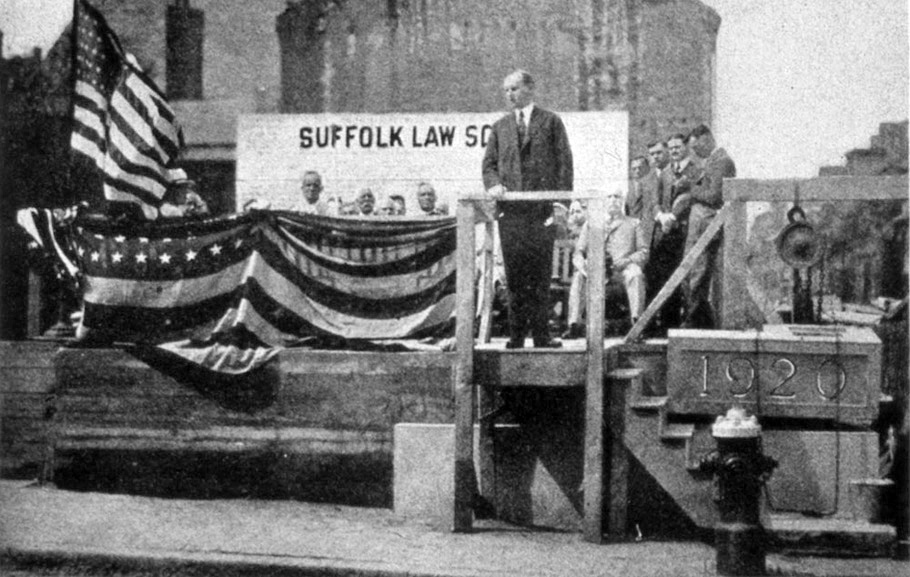
Calvin Coolidge uppträder 1920 vid Suffolk University Law School

Suffolk University är ett universitet i Boston, Massachusetts, USA. Beläget i den historiska stadsdelen Beacon Hill. Universitetet är främst känt för sin juridiska fakultet.